# Jul i gemenskap (live)
Jul i gemenskap (live) är ett musikalbum från 2022 med den svenska vissångaren CajsaStina Åkerström. Albumet är en dokumentation av Åkerströms julturné 2019. Albumet innehåller tre egna kompositioner, traditionella helgsånger samt några titlar som Åkerström valt att inkludera i konceptet.
Musiker: Backa Hans Eriksson (bas) och Patrik Svedberg (piano).

## Låtlista
1. Jul i gemenskap (Live) - 03:58
2. En borde inte sova (Live) - 02:53
3. Så mörk är natten (Live) - 01:55
4. Kappåkningen (Live) - 03:49
5. Bereden väg för Herran (Live) - 04:05
6. Det är en ros utsprungen (Live) - 03:14
7. Vinteräpplen (Live) - 03:58
8. Varför skola mänskor strida (Live) - 03:33
9. Knalle Juls vals (Live) - 02:19
10. Nog finns det här i världen att sjunga (Live) - 02:56
11. Snart kommer änglarna att landa (Live) - 03:21
12. Vintermörker (Live) - 02:58
13. Av längtan till dig (Live) - 03:46
14. Jul, jul, strålande jul (Live) - 02:19
15. Stilla natt (Live) - 02:55
16. Om du behöver mig (Live) - 04:14
17. Decembernatt (Live) - 04:30